# Laskowo (powiat obornicki)
Laskowo – wieś w Polsce, położona w województwie wielkopolskim, w powiecie obornickim, w gminie Rogoźno.
| SIMC    | Nazwa   | Rodzaj    |
| ------- | ------- | --------- |
| 0529025 | Olszyna | część wsi |

W latach 1975–1998 miejscowość należała administracyjnie do województwa pilskiego.